# Alexandre Foureaux
Alexandre Foureaux fue un ciclista francés. Se desconocen tanto su fecha y lugar de nacimiento, como fecha y lugar de fallecimiento

## Palmarés
No tiene victorias destacables

## Resultados en el Tour de Francia
Durante su carrera deportiva ha conseguido los siguientes puestos en el Tour de Francia:
| Carrera         | 1903 |
| --------------- | ---- |
| Tour de Francia | 16º  |